# Eugendus
Eugendus (* um 450 in Izernore, Département Ain; † 510 oder 517 in Saint-Claude (Jura)) war der vierte Abt des Klosters Condat und ist ein Heiliger. Er ist auch unter der französischen Bezeichnung Oyend bekannt.
Nach seiner Legende, die nach neuerer Forschung als authentisch bezeichnet werden kann, wurde Eugendus im Alter von sieben Jahren zur Ausbildung in das damalige Kloster Condat gegeben. Später trat er in den Orden ein und folgte dem Beispiel der Klostergründer Romanus und Lupicinus, wobei er bis zu seinem Lebensende im Klosterorden verblieb. Eugendus erwarb gute Latein- und Griechischkenntnisse und kannte sich in den Schriften bestens aus. Um das Jahr 496 wurde er zum Abt des Klosters ernannt. Eugendus war wesentlich an der Entwicklung des vorbenediktinischen Mönchtums in Gallien beteiligt, dabei stand er unter dem Einfluss früher Ordensregeln (u. a. die Regel des Johannes Cassianus).
Sein Gedenktag ist der 2. Januar, in den Diözesen Besançon und Saint-Claude der 4. Januar.